# Antoine Hartmann

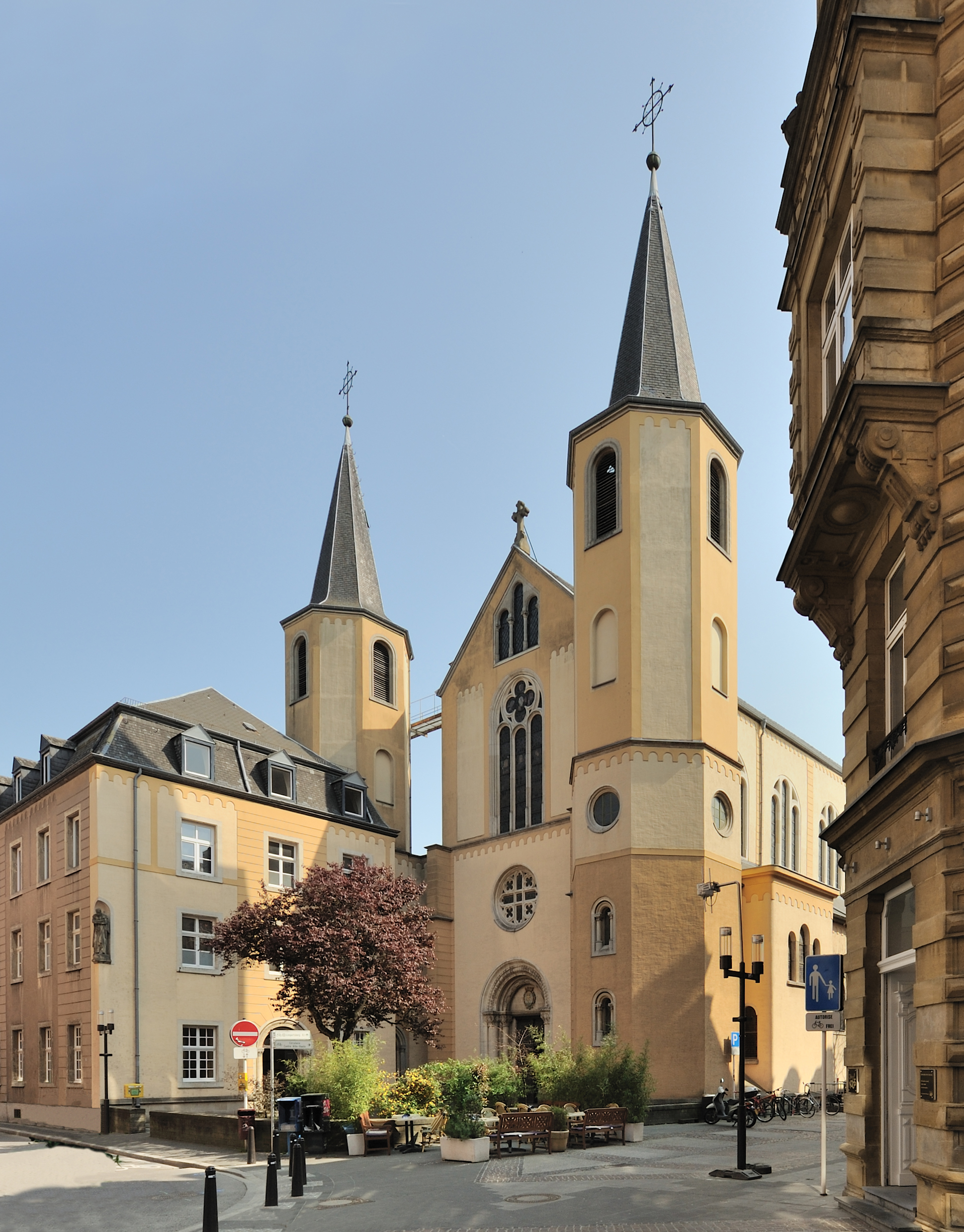
Paterskerk (1858), Luxemburg-Stad

Petrus Antonius Ludovicus Hartmann (Waldbredimus, 17 juli 1817 – Diekirch, 5 september 1891) was een Luxemburgs ingenieur, stedenbouwkundige en architect.

## Leven en werk
Antoine of Anton Hartmann was een zoon van Charles Hartmann en Magdalena Beyder. Hartmann startte zijn loopbaan in het leger, waar hij werkte op het bureau van de genie. In 1843 werd hij opzichter (bauconducteur) over bouwwerken van de staat. In 1858 werd hij van conducteur publieke werken bevorderd tot conducteur eerste klas en mocht hij de eretitel ingenieur voeren. Hartmann publiceerde in 1859 zijn plannen voor restauratie van de Sint-Willibrordusbasiliek in Echternach, waar in 1856 het gewelf van het middenschip was ingestort, en kreeg in 1863 de leiding over de restauratiewerkzaamheden.  In 1867 werd Hartmann door groothertog Adolf van Luxemburg benoemd tot districts-ingenieur (Bezirksingenieur der Bauverwaltung) in Diekirch.
Hartmann ontwierp onder meer overheidsgebouwen, bruggen en kerken in een neoromaanse of neogotische stijl. Voor de kerken was zijn optiek dat die een onderscheidend teken in het stadsbeeld moesten worden, met een hoge toren en een grote voorgevel. In 1886 werd hij lid van de beheercommissie van de gevangenis in Diekirch. In 1887 werd hij benoemd tot ridder in de Orde van de Eikenkroon. In 1889 ging hij met pensioen en kreeg eervol ontslag, hij mocht zich sindsdien Ehren-Ober-Ingenieurs der Bauverwaltung noemen.
De architect was getrouwd met Theresia Henriette Wilhelmine Goedecke, zij kregen drie dochters. Hij aquarelleerde in zijn vrije tijd en stimuleerde dochter Therese (1858-1923) in haar schilderkunst. In 1884 exposeerde zij de portretten van haar ouders.
Antoine Hartmann overleed op 74-jarige leeftijd. Hartmann was sinds 1847 vrijmetselaar, bij zijn begrafenis hield een van de broeders een rede.

## Enkele werken
- 1852: Hotel Grand Chef in Mondorf-les-Bains.
- 1856-1858: Redemptoristenklooster en Paterskerk in Luxemburg-Stad.[10]
- 1858-1860: gebouw van de Kamer van Afgevaardigden in Luxemburg-Stad.
- 1864-1866: Sint-Matthiaskerk in Fingig.
- 1865: stadhuis van Esch-sur-Alzette. Afgebroken in 1932 voor de bouw van een nieuw, groter stadhuis.
- 1865: Sint-Pieterskerk in Eischen.
- 1865: Sint-Amalbergakerk in Rodange.
- 1871: Sint-Michaëlkerk in Basbellain.
- 1873: Sint-Bartholomeüskerk in Stegen.
- 1874: Sint-Jacobus-de-Meerderekerk in Welscheid.
- 1881: brug over de Moezel bij Grevenmacher. Vernietigd tijdens de Tweede Wereldoorlog, in 1955 werd een nieuwe gebouwd.
- 1885: kapel op de begraafplaats van Hostert
- 1888: brug over de Sûre bij Dillingen. Vernietigd tijdens de Tweede Wereldoorlog, in 1952 werd een nieuwe gebouwd.
- scholen in Berchem, Bissen, Garnich en Hivange.
- Villa Wolf in het Stadspark van Luxemburg.

## Galerij

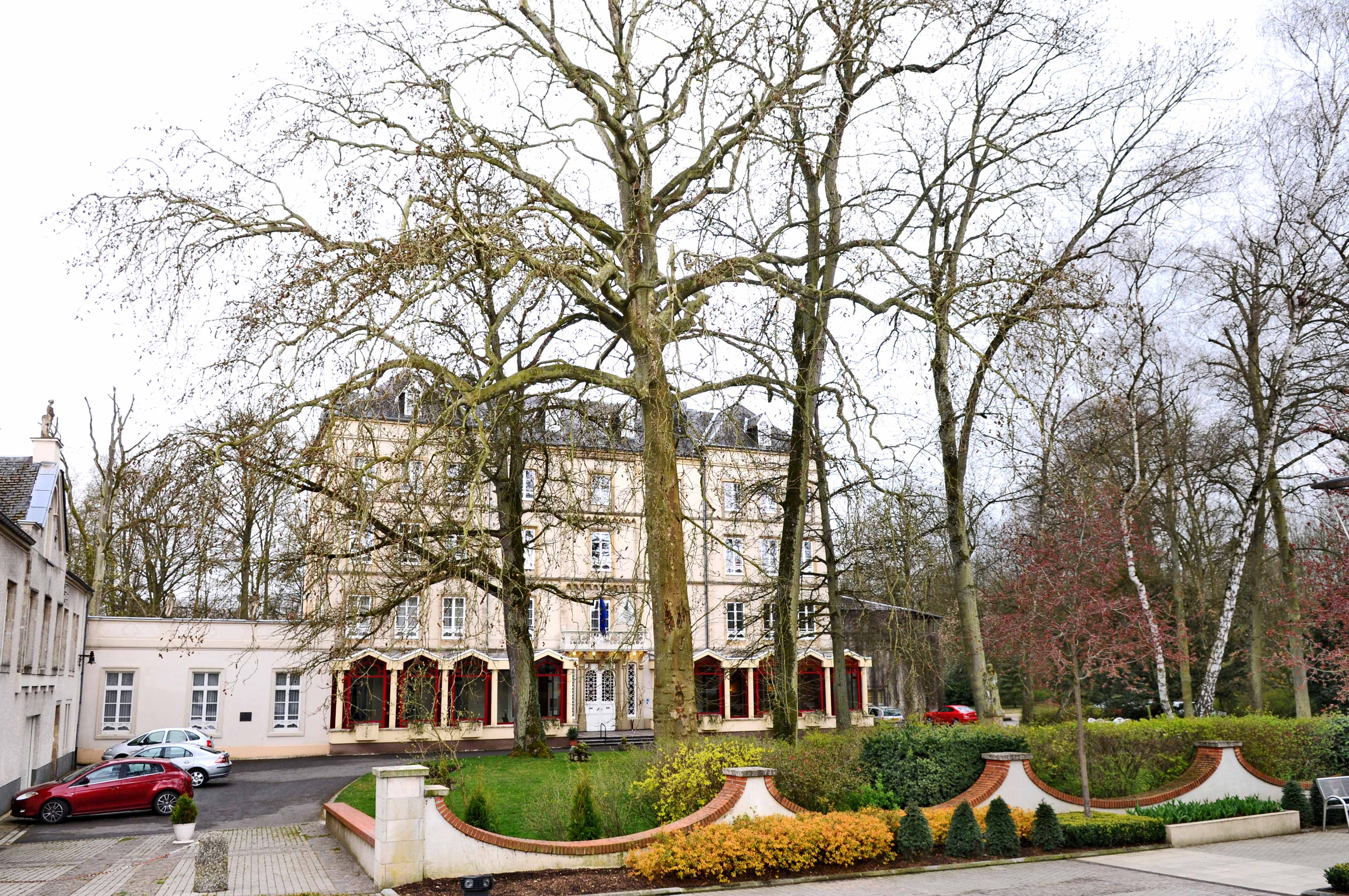
Hotel Grand Chef (1852), Mondorf-les-Bains
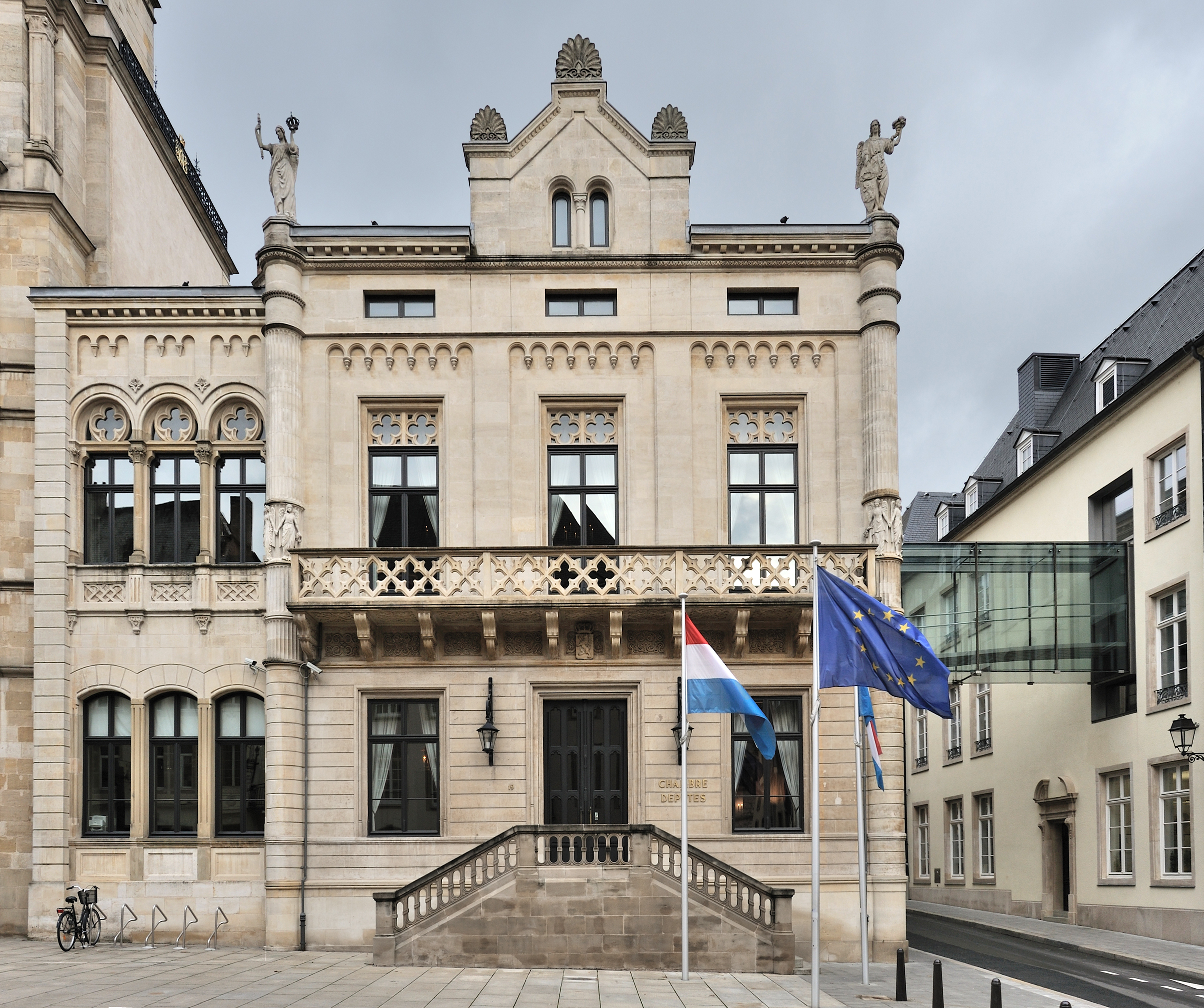
Kamergebouw (1860), Luxemburg-Stad
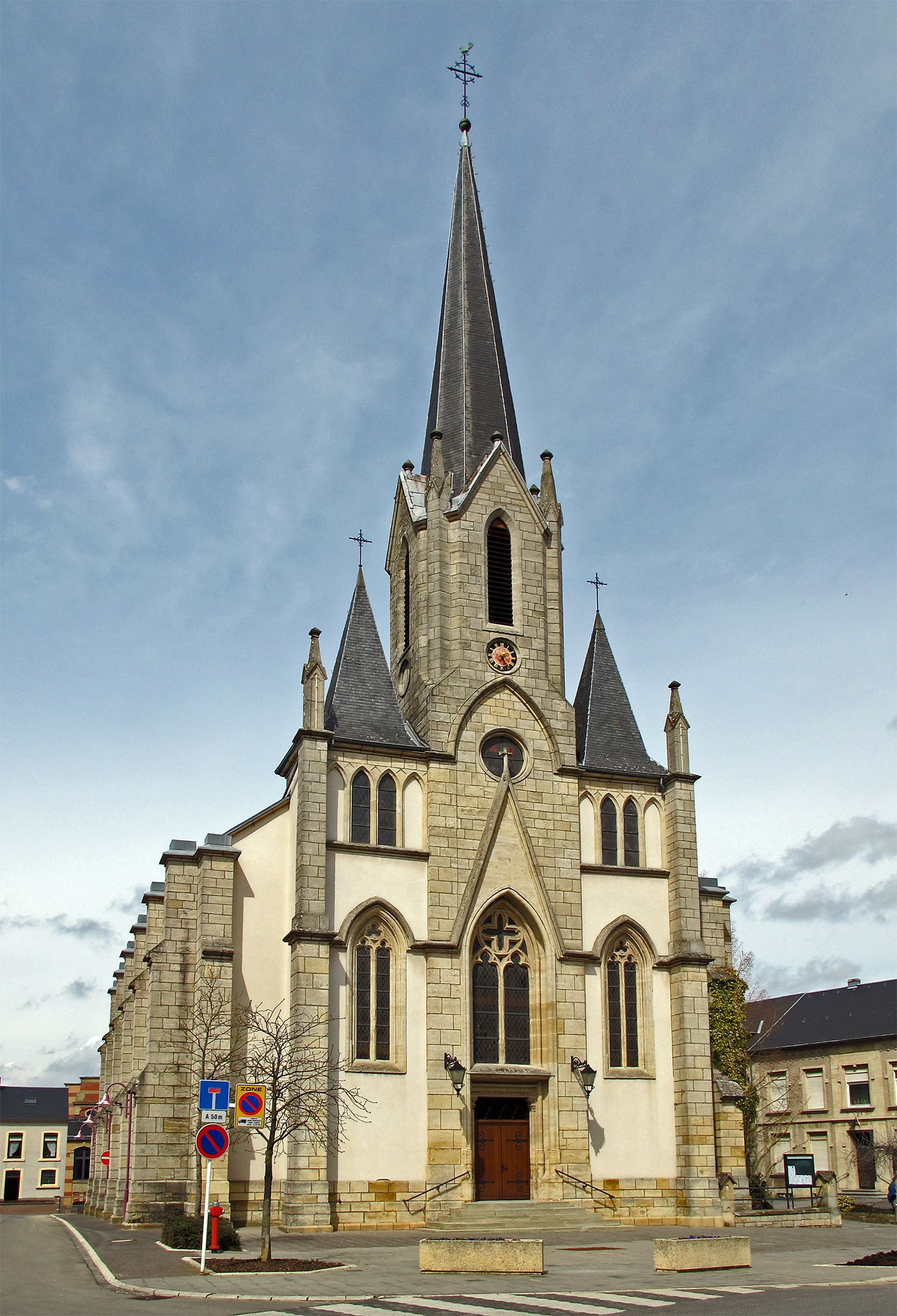
Sint-Amalbergakerk (1865), Rodange
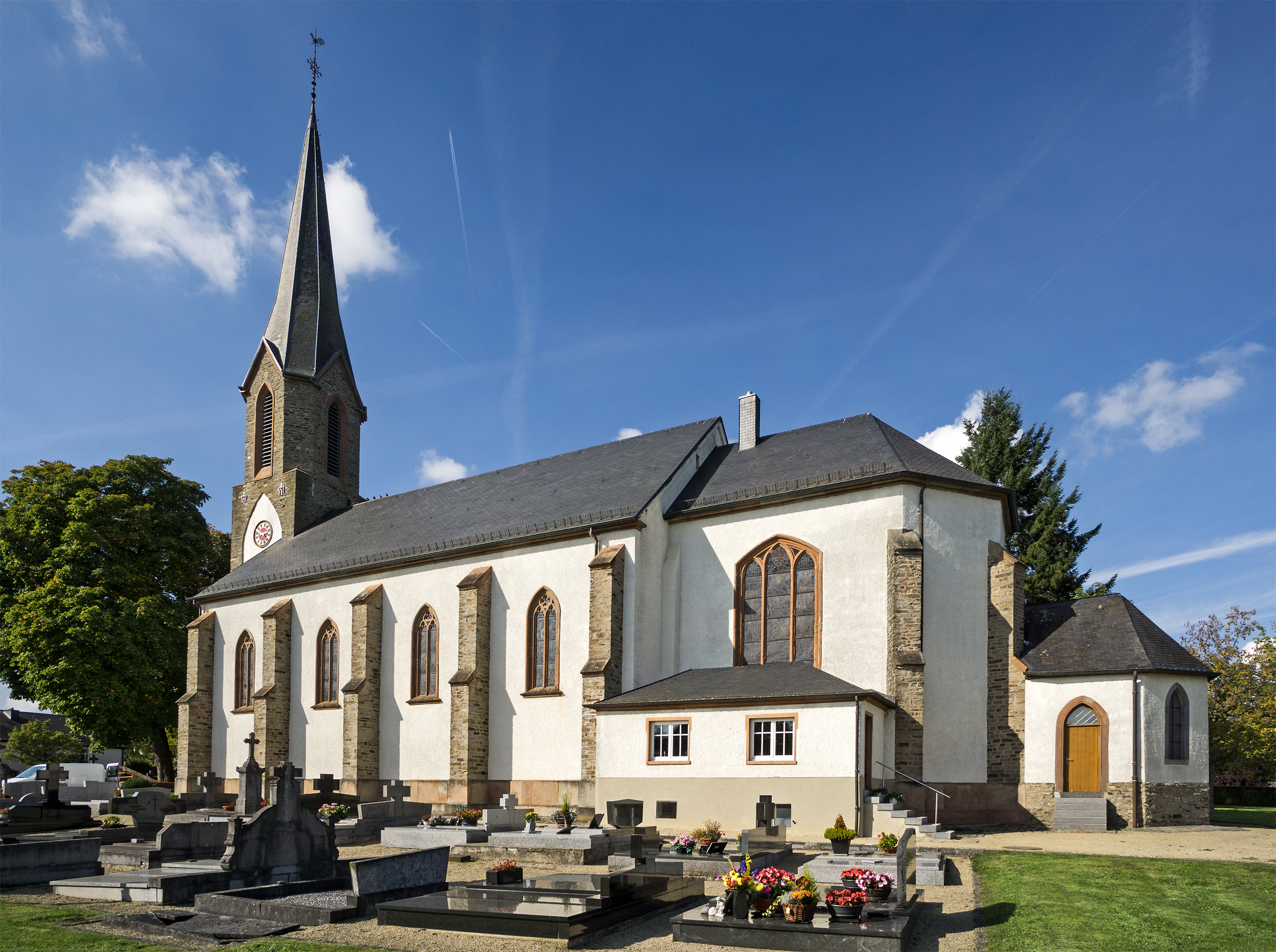
Sint-Michaëlkerk (1871), Basbellain
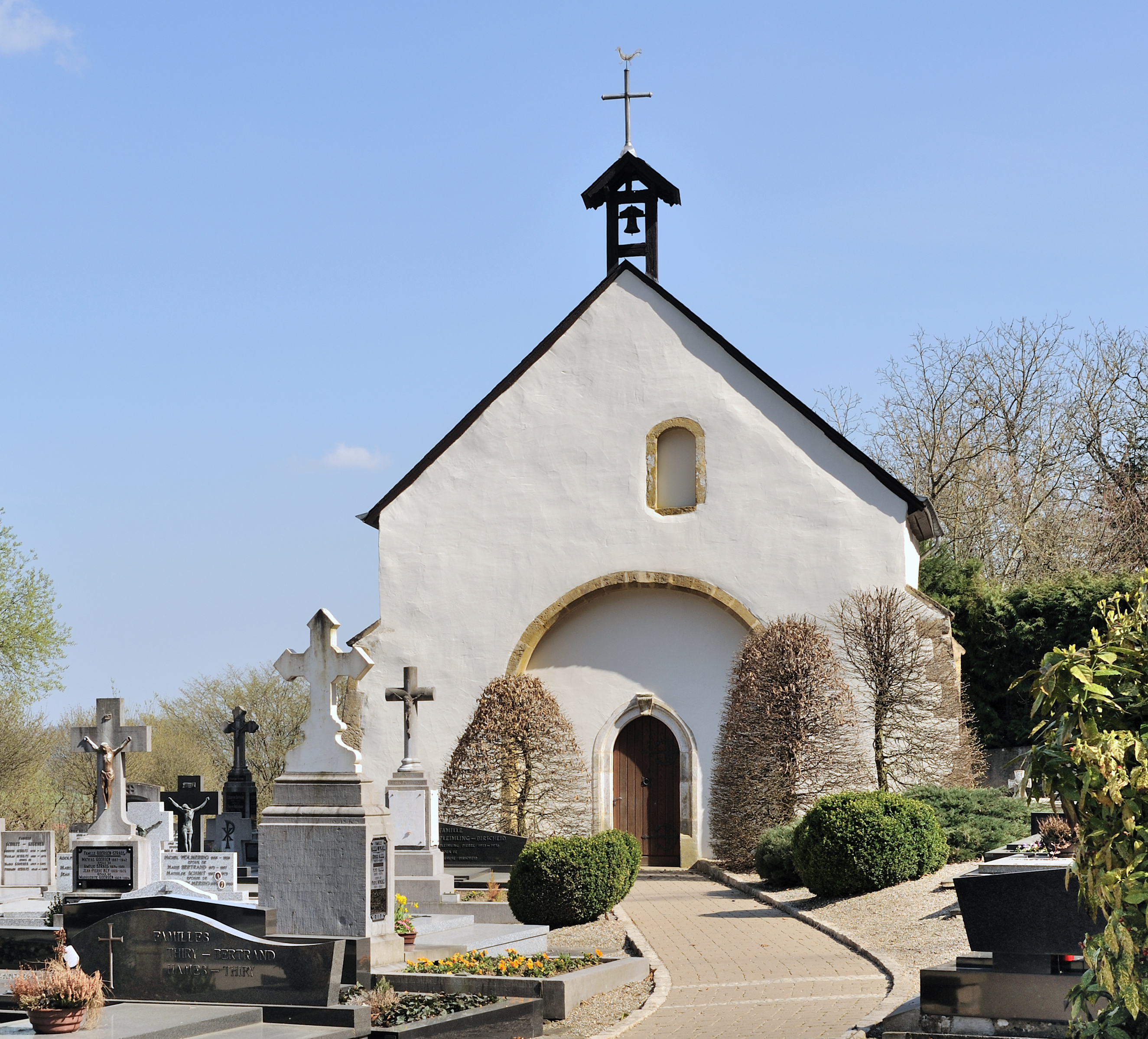
kapel (1885), Hostert

- Musée national d'archéologie, d'histoire et d'art: lkl006995